# Chartreuse de Belmonte
La chartreuse Notre-Dame de Belmonte, en italien : certosa di Santa Maria di Belmonte, est un ancien monastère de moniales chartreuses, situé à Busca, province de Coni, en Italie.

## Histoire
La chartreuse de Buonluogo reçoit en 1237 un domaine à Bricherasio, puis un autre à Belmonte di Busca (vers 1274-1277), où des filiales sans autonomie sont établies, avec néanmoins une prieure à leur tête. Il n'existe aucune trace qu'ils aient été officiellement reconnus par l'ordre des chartreux. Un acte de 1277 montre qu’une communauté filiale est alors établie à Belmontet. Bricherasio paraît être une fondation de Belmonte (1277 ou 1278) sous le nom de chartreuse de Molaro italien : certose di Molare di Bricherasio.
Ces maisons fonctionnent ensemble et sont interdépendantes les unes des autres. Buonluogo est comme la maison principale, ou haute, les deux autres maisons de Molare di Brischerasio et de Belmonte correspondent à des maisons basses ou correrie.  
Selon Jérôme, il n’y a pas de noyau dur formé par des religieuses expérimentées, et le maillage cartusien dans cette région est trop faible pour pouvoir encadrer et guider les nouvelles moniales. Les moniales abandonnent Belmonte vers les années 1280.
Selon Excoffon, Il y a une prieure et cinq moniales en 1298. Une ancienne prieure du lieu est attestée en 1293.
Avant le milieu du XVe siècle, Notre-Dame de Belmonte est agrégée aux religieuses dominicaines de l'abbaye Santa Maria delle Grazie près de Castino.
Au XVIIe siècle, l'ermitage passe aux camaldules de San Romualdo et devient un centre de dévotion et un lieu de pèlerinages. À côté de l'ancienne église médiévale, les frères érigent la nouvelle église baroque décorée de peintures de Dalamano et des stucs de Beltramelli .
Au XIXe siècle, le complexe est acheté par des nobles locaux et enrichi de peintures de Francesco Gonin. Le complexe est ensuite hérité par les Grimaldi et finalement transmis à un intermédiaire qui en a fait don à la paroisse de Carmagnola vers 1950. 
Pendant la Seconde Guerre mondiale, l'église abbatiale est gravement endommagée. Il ne reste aujourd'hui que quelques ruines de l'église.

## Prieure
Selon Saverio di Collegno
- 1274 : Giacoma, reçoit de Sinibaldo Fieschi di Bagnaria, le don de l'église Notre-Dame de Mombracco pour fonder la chartreuse de Mombracco.
- ~ 1282 : Matelda